# Старий Кахун
Старий Кахун (кабард. Къэхъуныжь
) — джерельна річка в Урванському районі Кабардино-Балкарської Республіки. Довжина річки становить — 30 км.

## Географія
Долина річки Старий Кахун лежить на похилій передгірній рівнині. Рельєф території, по якій протікає річка, — згладжений. Значних підвищень по бортах річки немає. У пониззі місцями звивається і меандрує.
Раніше витікала з річки Черек навпроти села Старий Черек і далі вбирала в себе різні джерела вниз за течією, проте з будівництвом Черецького кар'єру витік річки змістився, а річка за походженням стала джерельною.
На північний захід від села Псикод приймає ліву притоку — Кахуньонок і в північно-східній околиці села, впадає в протоку річки Черек — Новий Черек.
У долині річки Старий Кахун розташовані села Кахун і Псикод.

## Дані водного реєстру
За даними державного водного реєстру Росії відноситься до Західно-Каспійського басейнового округу, водогосподарська ділянка річки — Терек від впадання річки Урух до впадання річки Малка. Річковий басейн — річки басейну Каспійського моря межиріччя Терека і Волги.
Код об'єкта в державному водному реєстрі — 07020000612008200005223.
Код за гідрологічною вивченістю (ГИ) — 108 200 522